# Boldești, Alba
Boldești este un sat în comuna Avram Iancu din județul Alba, Transilvania, România.